# Robin Mulhauser
Robin Mulhauser (Friburgo, 7 novembre 1991) è un pilota motociclistico svizzero.

## Carriera
Nel 2007 corre nel campionato svizzero pocket bike Junior B, classificandosi decimo. Dal 2008 al 2010 corre nel campionato tedesco 125, finendo diciassettesimo nel 2010. Sempre nel 2008 prende parte, in qualità di pilota wild card senza punti, alla seconda prova del Mugello del campionato italiano 125GP, in sella ad una Honda RS125R, tagliando il traguardo al diciannovesimo posto. Nel 2011 corre nella Yamaha R6 Dunlop Cup, finendo sesto. Nella stessa stagione passa a correre nel campionato europeo Superstock 600 a bordo di una Yamaha R6, giungendo ventesimo nel 2012 e settimo nel 2013.
Sempre nel 2012 corre il GP di Mosca del campionato mondiale Supersport con una Yamaha YZF R6 del team Rivamoto. Nel 2013 debutta nella classe Moto2 del motomondiale, correndo con la Suter MMX2 del team Technomag carXpert in sostituzione del convalescente Randy Krummenacher.
Nel 2014 diventa pilota titolare nello stesso team, con compagno di squadra Dominique Aegerter. Non ottiene punti. Nel 2015, passato alla guida di una Kalex Moto2, in occasione del GP di Indianapolis ottiene il primo punto iridato della sua carriera. Chiude la stagione al ventottesimo posto in classifica. Nel 2016 rimane in Moto2, sempre nello stesso team e alla guida di una Kalex. Chiude la stagione al trentesimo posto in classifica piloti con quattro punti all'attivo e un tredicesimo posto in Germania come miglior risultato.
Nel 2017 lascia il motomondiale per spostarsi nel campionato mondiale Supersport, trasferendosi al team CIA Landlord Insurance Honda alla guida di una Honda CBR600RR, dove trova come compagni di squadra, il francese Jules Cluzel e i giapponesi Hikari Ōkubo e Hiromichi Kunikawa. Dopo le prime sette gare di campionato il suo posto in squadra viene preso da Christoffer Bergman. Chiude la stagione al trentaquattresimo posto con sei punti ottenuti.

## Risultati in gara

### Campionato mondiale Supersport
| 2012 | Moto   |  |  |  |  |  |  |  |  |  |    |  |  |  |  | Punti | Pos. |
| ---- | ------ |  |  |  |  |  |  |  |  |  | -- |  |  |  |  | ----- | ---- |
| 2012 | Yamaha |  |  |  |  |  |  |  |  |  | 26 |  |  |  |  | 0     |      |

| 2017 | Moto  |    |    |     |    |    |    |     |  |  |  |  |  |  |  | Punti | Pos. |
| ---- | ----- | -- | -- | --- | -- | -- | -- | --- |  |  |  |  |  |  |  | ----- | ---- |
| 2017 | Honda | NP | 10 | Rit | 20 | 18 | 18 | Rit |  |  |  |  |  |  |  | 6     | 34º  |

| Legenda | 1º posto        | 2º posto            | 3º posto           | A punti      | Senza punti        | Grassetto – Pole position Corsivo – Giro più veloce |
| Legenda | Gara non valida | Non qual./Non part. | Ritirato/Non class | Squalificato | '-' Dato non disp. | Grassetto – Pole position Corsivo – Giro più veloce |

### Motomondiale
| 2013 | Classe | Moto  |  |  |  |  |  |  |  |  |    |  |  |  |  |    |  |  |  |  | Punti | Pos. |
| ---- | ------ | ----- |  |  |  |  |  |  |  |  | -- |  |  |  |  | -- |  |  |  |  | ----- | ---- |
| 2013 | Moto2  | Suter |  |  |  |  |  |  |  |  | NE |  |  |  |  | 23 |  |  |  |  | 0     |      |

| 2014 | Classe | Moto  |    |    |    |    |    |    |    |    |    |    |    |    |    |    |    |    |    |    | Punti | Pos. |
| ---- | ------ | ----- | -- | -- | -- | -- | -- | -- | -- | -- | -- | -- | -- | -- | -- | -- | -- | -- | -- | -- | ----- | ---- |
| 2014 | Moto2  | Suter | 22 | 24 | 29 | 27 | 25 | 30 | 18 | 27 | 24 | 22 | 30 | 27 | 29 | 26 | 28 | NP | NP | 17 | 0     |      |

| 2015 | Classe | Moto  |    |    |    |    |    |    |     |    |    |    |     |    |     |    |    |     |    |    | Punti | Pos. |
| ---- | ------ | ----- | -- | -- | -- | -- | -- | -- | --- | -- | -- | -- | --- | -- | --- | -- | -- | --- | -- | -- | ----- | ---- |
| 2015 | Moto2  | Kalex | 20 | 20 | 23 | 23 | 20 | 22 | Rit | 20 | 20 | 15 | Rit | 23 | Rit | 19 | 23 | Rit | 19 | 22 | 1     | 28º  |

| 2016 | Classe | Moto  |    |    |     |    |    |    |    |    |    |    |    |    |    |    |     |    |     |    | Punti | Pos. |
| ---- | ------ | ----- | -- | -- | --- | -- | -- | -- | -- | -- | -- | -- | -- | -- | -- | -- | --- | -- | --- | -- | ----- | ---- |
| 2016 | Moto2  | Kalex | 20 | 22 | Rit | 15 | 18 | 21 | 21 | 22 | 13 | 25 | 22 | 24 | 20 | 27 | Rit | 17 | Rit | 21 | 4     | 30º  |

| Legenda | 1º posto        | 2º posto            | 3º posto            | A punti      | Senza punti        | Grassetto – Pole position Corsivo – Giro più veloce |
| Legenda | Gara non valida | Non qual./Non part. | Ritirato/Non class. | Squalificato | '-' Dato non disp. | Grassetto – Pole position Corsivo – Giro più veloce |